# Oczy uroczne
Oczy uroczne (en polonès Ulls encantadors) és una pel·lícula de terror televisiva en color polonesa del 1977 dirigida per Piotr Szulkin, narrada a l'estil d'una balada popular. El guió es basava en una antiga llegenda camperola. De caire experimental, gairebé no té diàlegs.

## Argument
Al castell ombrívol proper al poble, viu sol el Senyor (Leszek Herdegen), que té por d'aproximar-se la població, perquè la seva mirada misteriosa porta la mort. Una nit, un vell noble (Józef Dusza) i la seva filla es perden i tenen un accident prop del castell. Portats allí per l'antic servent del Senyor (Edward Rączkowski), s'hi queden un temps: el pare mor, i la filla (Mariola Chmielewska) sobreviu. Aviat la jove noble es converteix en l'esposa del senyor del castell i espera un descendent. Quan l'esposa està a punt de donar a llum, el Senyor -tement que el seu "encant" li provoqui desgràcia a ella i al nadó- es treu els ulls.

## Repartiment
- Leszek Herdegen - El senyor
- Józef Dusza - El noble
- Edward Rączkowski - El servent
- Mariola Chmielewska

## Recepció
Tot i rodada per televisió, fou exhibida com a part de la selecció oficial al X Festival Internacional de Cinema Fantàstic i de Terror de Sitges.